# Ichinsky
O Ichinsky ou Ichinskaya Sopka (em russo:  Ичинский ou Ичинская сопка, Ichinskaya sopka) é um estratovulcão ativo na Península de Kamchatka, na Rússia, cuja última erupção data de 1740. Faz parte do anel de fogo do Pacífico. Tem 3607 m de altitude e 3125 m de proeminência topográfica. É o ponto mais alto da cordilheira Sredinny, a parte central da península. O Ichinsky é um dos maiores vulcões de Kamchatka, com um volume de cerca de 450 km3.
No topo tem uma caldeira vulcânica com 3 por 5 km, dentro da qual há dois cones de lava que formam os pontos mais altos. O topo está coberto por gelo e há vários glaciares nas vertentes do cone. Há atividade de fumarolas no interior da caldeira.
Cerca de doze cones de dacito e riodacito encontram-se nos cones do vulcão abaixo do limite da caldeira.